# Oberaarsee
L'Oberaarsee è un lago artificiale del Canton Berna nella regione del Passo del Grimsel nel territorio del comune di Guttannen. La costruzione della diga di questo lago artificiale è stata terminata nel 1953, ha una altezza di 100 m con una corona di 525 m. Lo sbarramento idroelettrico è gestito dal Kraftwerke Oberhasli AG (KWO) che lo utilizza sia come bacino di pompaggio dal Grimselsee che per alimentare le turbine delle centrali del Grimsel 1 e Grimsel 2.

## Geografia
Il lago è situato non lontano dal passo del Grimsel, ad un'altitudine di 2303 m s.l.m. Si estende per circa 2,8 km di lunghezza e su una superficie di 1,47 km², raggiungendo una profondità massima di circa 90 metri. Il volume utilizzabile per la produzione di energia elettrica è di 57 milioni di metri cubi.
Nella stessa zona si trovano anche il Grimselsee, il Räterichsbodensee e il Gelmersee.